# Santovenia de Pisuerga (kommunhuvudort)
Santovenia de Pisuerga är en kommunhuvudort i Spanien.   Den ligger i provinsen Provincia de Valladolid och regionen Kastilien och Leon, i den centrala delen av landet, 160 km nordväst om huvudstaden Madrid. Santovenia de Pisuerga ligger 696 meter över havet och antalet invånare är 2 691.
Terrängen runt Santovenia de Pisuerga är platt västerut, men österut är den kuperad. Santovenia de Pisuerga ligger nere i en dal. Runt Santovenia de Pisuerga är det tätbefolkat, med 476 invånare per kvadratkilometer. Närmaste större samhälle är Valladolid, 5,2 km sydväst om Santovenia de Pisuerga. Trakten runt Santovenia de Pisuerga består till största delen av jordbruksmark.